# Latusagallia nigricans
Latusagallia nigricans är en insektsart som beskrevs av Philip Reese Uhler 1895. Latusagallia nigricans ingår i släktet Latusagallia och familjen dvärgstritar. Inga underarter finns listade i Catalogue of Life.